# Allgäuer Anzeigeblatt

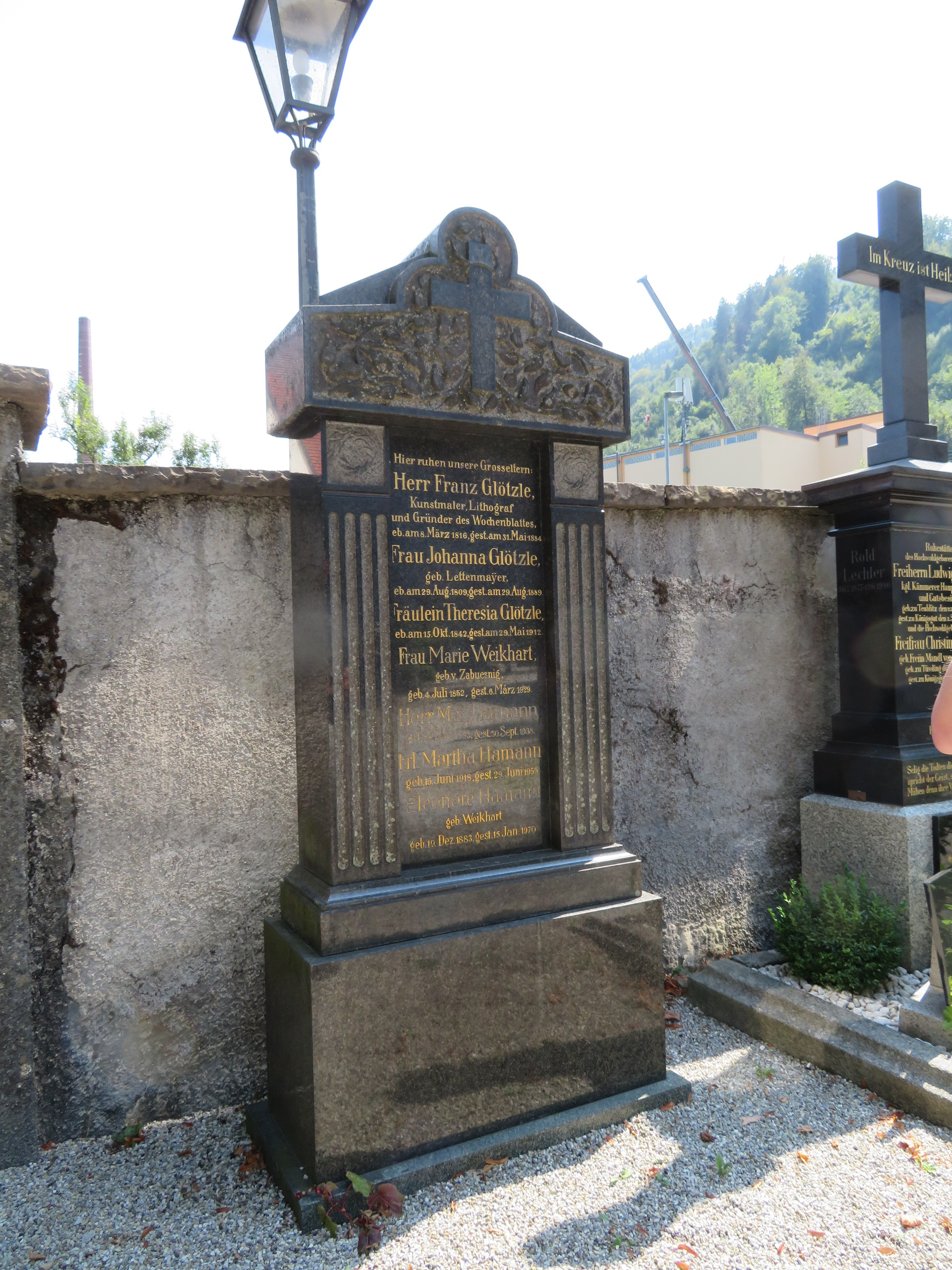
Grabmal Franz Xaver Glötzles

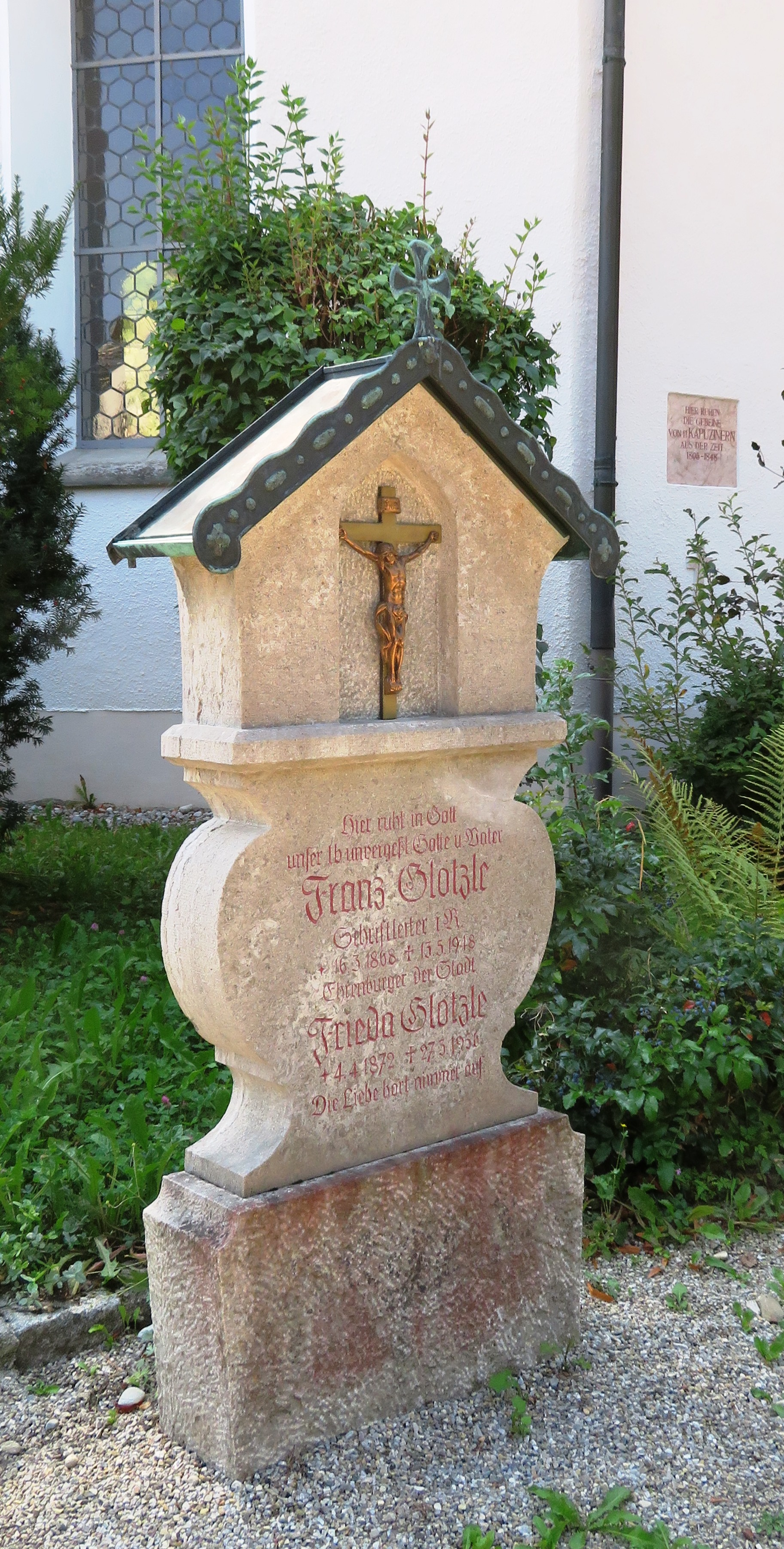
Grabmal Franz Glötzles

Das Allgäuer Anzeigeblatt bzw. dessen Vorgänger war die erste Zeitung des Oberallgäus.

## Geschichte
Am 2. April 1859 erschien die erste Ausgabe des Wochenblatts für die Landgerichtsbezirke Immenstadt und Sonthofen. Der Immenstadter Künstler Franz Xaver Glötzle hatte die vier Seiten, deren Texte in Schreibschrift gehalten waren, lithographiert. Die erste Nummer enthielt einen Leitartikel über die Entwicklung und den Ruf des Allgäus im sogenannten „Flachland“, geschäftliche Anzeigen, Börsennotizen, Mehl- und Brotpreise, einen Eisenbahnfahrplan und Lotterienummern.
Glötzle und sein Redakteur Franz Offner mussten nach wenigen Wochen den Vertrieb ihres Wochenblattes wieder einstellen, da er sich finanziell nicht rentierte. Daraufhin absolvierte Glötzle eine Druckerlehre in Augsburg, beschaffte sich eine Stanhope-Handpresse und startete 1861, nachdem er am 12. Februar desselben Jahres eine entsprechende Konzession erhalten hatte, einen zweiten Versuch, der deutlich erfolgreicher ausfiel.
1863 wurde sein Blatt per Erlass des Bezirksamts Sonthofen zum Amtsblatt für alle Gemeinde- und Stiftungsverwaltungen des Amtsbezirks bestimmt, im selben Jahr vergrößerte sich sein Format, bald wandelte es sich außerdem vom Wochenblatt zu einer Zeitung, die zwei-, später dreimal pro Woche erschien. 1869 erfolgte die Umbenennung in Algäuer Amtsbote und ab 1870 bezogen sich die Inhalte nicht mehr nur auf die nähere Umgebung.
Die Zeitungsdruckerei, die sich am damaligen Marktplatz, dem heutigen Marienplatz, befand, benutzte ab diesem Jahr eine Reichenbachsche Schnellpresse.
Am 28. Juli 1873 ereignete sich ein Unwetter, in dessen Folge die Wasser-, Schlamm- und Geröllmassen durch das Bett des Steigbachs in die Stadt stürzten. Das Unglück forderte mehrere Todesopfer und hinterließ massive Sach- und Gebäudeschäden. In der Zeitungsdruckerei stand das Wasser bis in den ersten Stock; die Papiervorräte gingen dabei verloren und die Maschinen etc. waren überschwemmt. Nachdem die einwöchigen Aufräumarbeiten beendet waren, erschien die Zeitung wieder, ab dem Folgejahr sogar täglich.
Etwa um diese Zeit in wurde sie in Algäuer Anzeigeblatt umbenannt. Die Zahl der Abonnenten betrug damals 1800 – im Jahr der ersten, per Steindruck verbreiteten Ausgabe hatte Immenstadt insgesamt nur etwa 1500 Einwohner gehabt. 1875 zog die Druckerei in einen Neubau am Kirchplatz 6 in Immenstadt um.
1879 hatte das Algäuer Anzeigeblatt 2800 Abonnenten. 1885 stellte man, nun unter Franz Xaver Glötzles Schwiegersohn und Nachfolger Engelbert Hamann, von Hand- auf Kraftbetrieb um. Eine Augsburger Doppelmaschine wurde angeschafft, angetrieben von einem Heißluftmotor. 1894 kaufte Hamann dann eine Rotationsmaschine, angeblich die erste im ganzen Allgäu.
1899 übernahmen Hamanns Söhne Max und Baptist den Verlag. Sie kauften 1905 eine Zwillings-Rotationsmaschine und eine Linotype-Setzmaschine. 1918 verkauften sie das Unternehmen an den Münchner Bankier Anton Mößmer. Dieser gestaltete es zur Allgäuer Anzeigeblatt GmbH um, deren Betriebsrat 1919 zum ersten Mal zusammentrat.
Ab 1933 musste das Allgäuer Anzeigeblatt, das sich mittlerweile nicht mehr nur mit einem l schrieb, den Untertitel „Oberallgäuer Nationalzeitung“ führen. Franz Glötzle, ein Enkel des Zeitungsgründers, der bis dahin Schriftleiter gewesen war, trat in den Ruhestand. Sein Nachfolger wurde Valentin Rolzhäuser.
1935 übernahm Josef Eberl, der 1925 in die Firma eingetreten war. die Geschäftsführung. 1938 wurde er persönlich haftender Gesellschafter, nachdem die Nationalsozialisten eine Umwandlung der GmbH in eine KG erzwungen hatten. Im selben Jahr kaufte Eberl eine vierte Setzmaschine, neue Schriften und eine Frankenthaler Rotationsmaschine.
Während des Zweiten Weltkrieges wurden 29 Fachkräfte der Druckerei zum Kriegsdienst eingezogen, darunter im Jahr 1941 auch Josef Eberl. Die Betriebsleitung übernahm der Ruheständler Georg Moser. Bei den Bombardierungen Immenstadts im Februar 1945 wurde zwar die Druckerei nicht getroffen, wohl aber das Elektrizitätswerk, den Bahnhof und die Bahnanlagen. Da die Druckmaschinen auf Gleichstrom angewiesen waren, wurde der Druck des Allgäuer Anzeigeblatts nach Kempten ausgelagert, was aber aufgrund der Transportprobleme eine unbefriedigende Lösung war. Leihweise erhielt die Druckerei schließlich von einer BMW-Zweigstelle ein Gleichstromaggregat, dessen Kapazität für einen Notbetrieb ausreichte.
Im April 1945 übernahm ein Wehrmachts-Frontzeitungstrupp die Druckerei und druckte dort die Frontzeitung Appell der 19. Armee. Der Trupp zog Ende April wieder ab. Moser setzte sich heftig zur Wehr, als dabei die wichtigen Teile der Druckerei ausgebaut und verladen werden sollten, und es gelang ihm schließlich sogar, die bereits verladenen Teile aus den Setz- und Rotationsmaschinen zurückzubekommen: Er behauptete, er werde sie vergraben, um sie nicht den feindlichen Truppen in die Hände fallen zu lassen.
Ein angedrohter Angriff amerikanischer Bomber fand wegen tief hängender Wolken und starker Schneestürme nicht mehr statt, so dass Immenstadt und die Druckerei von weiteren Schäden verschont blieben.
In der Nachkriegszeit hatten alle sogenannten Altverleger Berufsverbot. Im Allgäu wurde von der amerikanischen Besatzungsmacht nur eine einzige Zeitungslizenz vergeben, diese galt für den Allgäuer in Kempten. Die Firma Eberl durfte immerhin ab 1948 eine Landkreisausgabe des Allgäuers in Immenstadt drucken. Erst ab 1950 konnte das Allgäuer Anzeigeblatt, nun aber mit dem Untertitel „Allgäuer“, wieder erscheinen. 1952 kehrte man zum alten Titel zurück.
In der Zeit nach dem Zweiten Weltkrieg veränderte sich die Presselandschaft. Zahlreiche Zeitungsverlage gingen ein. Die Betreiber des Allgäuer Anzeigeblattes mussten also reagieren.
Josef Eberl starb 1951. Seine Ehefrau Helene und sein Sohn Helmut erweiterten, um das Unternehmen konkurrenzfähig zu halten, das Angebot der Druckerei und stellten unter anderem Kataloge, Broschüren und auch Bücher her. Für den dafür benötigten Farbdruck wurden neue Maschinen angeschafft. Die erste Offsetmaschine hielt 1965 Einzug, ab 1970 arbeitete man mit Fotosatz, 1980 verabschiedete man sich komplett vom Bleisatz. Zu diesem Zeitpunkt kooperierte das Allgäuer Anzeigeblatt schon lange mit dem 1968 von Curt Frenzel und dem Fürsten Georg von Waldburg-Zeil in Kempten gegründeten Allgäuer Zeitungsverlag.
1996 reagierten die Graphischen Betriebe Eberl die Agentur Dreamway, um ihre Kunden aus der Tourismusbranche zu halten. Dreamway ist eine Agentur für touristische Marketingkonzepte und Internetlösungen. Mit dem Redaktionsprogramm Site Engine, das im Unternehmen entwickelt wurde, ist es den Kunden möglich, ihre Webauftritte unkompliziert zu aktualisieren.
2001 fügte die Graphische Betriebe Eberl GmbH ihrem bisherigen Angebot die Abteilung Digitaldruck Allgäu hinzu, um auch bei kleineren Auflagen kostengünstige Angebote machen zu können.